# Aufidus schoutedeni
Aufidus schoutedeni är en insektsart som först beskrevs av Schmidt 1909.  Aufidus schoutedeni ingår i släktet Aufidus och familjen spottstritar. Inga underarter finns listade i Catalogue of Life.